# Raggiolo
Raggiolo, detto anche Il paese dei còrsi è una frazione del comune italiano di Ortignano Raggiolo, nella provincia di Arezzo, in Toscana. Era un comune del Casentino fino al 1873, anno in cui il suo territorio fu unito a quello di Ortignano per formare il nuovo comune.

## Geografia fisica
Il comune di Raggiolo aveva una superficie di circa 17 km² ed aveva 833 abitanti al momento della sua soppressione.
Il suo territorio, che non contava frazioni, confinava con i comuni di Castel Focognano, Castel San Niccolò, Poppi e Ortignano.

## Descrizione

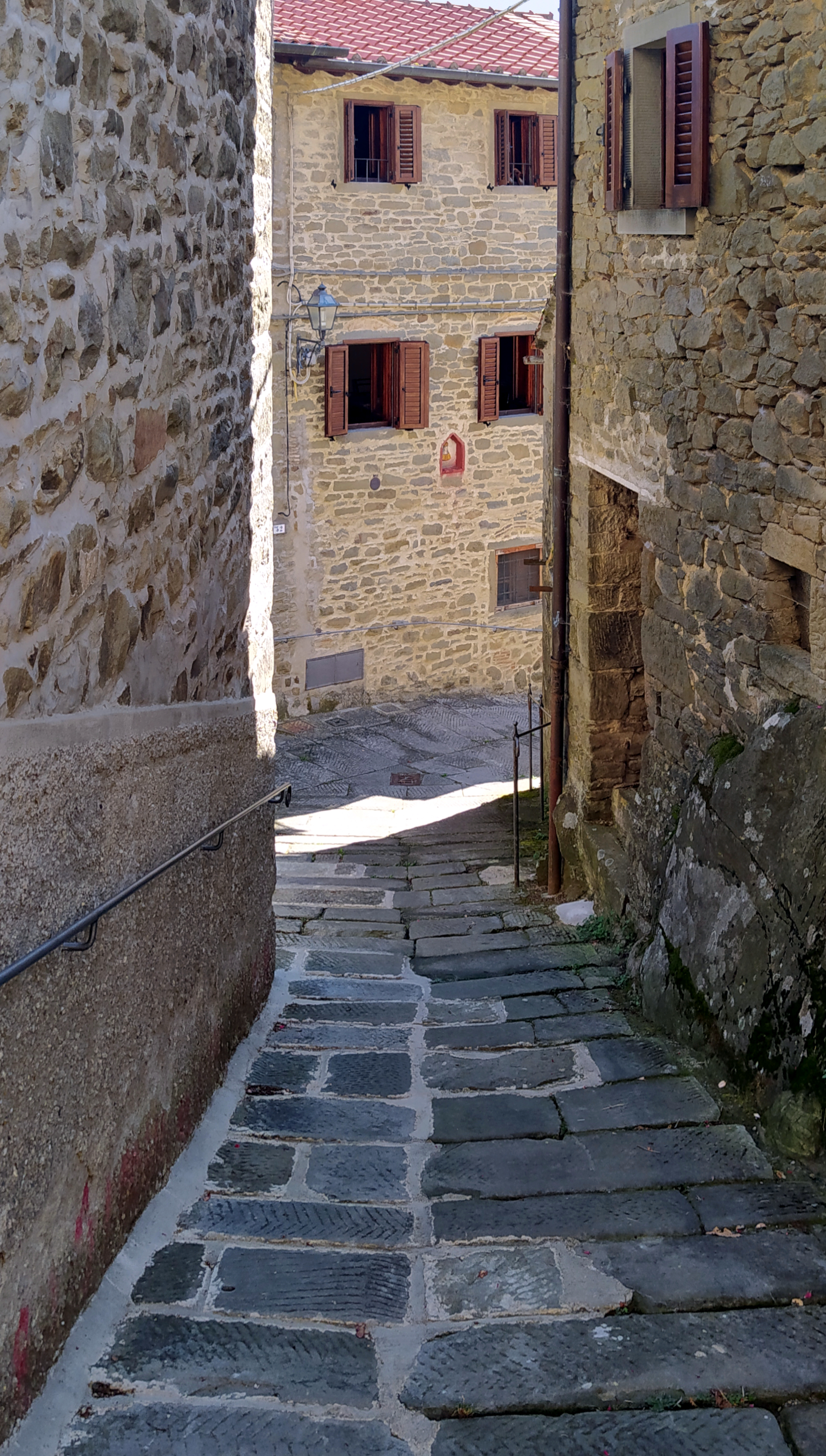
Tipica via pedonale a Raggiolo

Il borgo di Raggiolo è oggi meta di villeggiatura specie nei mesi estivi per il clima e la posizione nei boschi di castagno, tanto che vi è stato realizzato un albergo diffuso. Le abitazioni sono in pietra locale e le stradine del paese si percorrono soltanto a piedi.
Dal 2015 è stato riconosciuto come uno dei borghi più belli d'Italia.

## Storia
Durante il medioevo fu feudo dei Conti Guidi, così come principale residenza di Guido Novello Guidi, conte di Raggiolo, che qui possedeva il suo principale castello.

### Simboli
Lo stemma di Raggiolo si presentava  interzato in fascia: il primo era inquartato in decusse d'argento e di rosso, emblema dei Guidi; nel secondo la lettera maiuscola R di nero, raggiata di rosso in campo argento; il terzo d'azzurro, a sei plinti d'argento, a ricordare lo stemma dei Tarlati che furono signori del luogo.

## Monumenti e luoghi d'interesse
- Chiesa di San Michele
- Cappella del Sepolcreto, cappella del IV secolo.[3]
- Museo della castagna[4]

## Economia

### Turismo
Il comune è associato all'Associazione I borghi più belli d'Italia.